# Очильдиев, Давид Якубович
Давид Якубович Очильдиев (1932, Фергана, Узбекская ССР) — советский историк, востоковед, специалист по новой и новейшей истории Афганистана; доктор исторических наук, заслуженный деятель науки Узбекистана (1980).

## Биография
Родился в 1932 году в Фергане, в еврейской семье. Отец — Якуб Шолом Очильдиев — многие годы работал в сельской местности в системе советской потребительской кооперации. Мать — Мазол Манахимовна Ядгарова. В 1951 году окончил среднюю школу № 10 в г. Фергане.
В 1953 году поступил на Восточный факультет Среднеазиатского Государственного университета (САГУ), который закончил в 1958 году по специальности «историк-востоковед».
С 1958 по 1960 годы работал преподавателем кафедры всеобщей истории Ферганского педагогического института. В 1960 году поступил в очную аспирантуру Института Востоковедения АН УзССР (г. Ташкент). Под руководством профессора А. Х. Бабаходжаева защитил кандидатскую диссертацию на тему «Реформы Аманулла-хана». Кандидат исторических наук (1963 г.) В 1970 по 1973 годы являлся докторантом Института востоковедения АН СССР 
(г. Москва). Под руководством профессора Н. А. Халфина в 1974 г. в Институте востоковедения АН СССР защитил докторскую диссертацию на тему «Младоафганское движение». Доктор исторических наук (1974 г.)
С 1973 г по 1988 г. занимал должность проректора но научно-исследовательской работе Ферганского педагогического института. С 1965 по 1991 годы заведующий кафедрой всеобщей истории Ферганского государственного педагогического института.
Опубликовал более 200 научных работ, в том числе 8 монографий. Подготовил 17 кандидатов наук и 2 доктора наук. Заслуженный деятель науки Узбекистана (1980 г.) С 1991 года проживал в Нью-Йорке, США. Скончался 6-го мая 2020 года от сердечной недостаточности. Похоронен на кладбище Mount Carmel в Квинсе, Нью-Йорк. 

## Монографии
- Очерки борьбы афганского народа за национальную независимость и внутренние реформы (1900—1914). Ташкент, 1967.
- Общественно-политическая мысль Афганистана накануне завоевания независимости. Ташкент, 1972.
- Младоафганское движение (1900—1929). Ташкент, 1985.
- История бухарских евреев (с древних времен до середины XIX в.), книги I—II. Mir Collection, Нью-Йорк, 2001. — ISBN 1-893552-09-8